# Martí Ventolrà
Martí Ventolrà i Fort (Barcellona, 16 dicembre 1906 – Città del Messico, 5 giugno 1977) è stato un calciatore spagnolo, di ruolo attaccante.

## Palmarès

### Club

#### Competizioni nazionali
- Coppa di Spagna: 1

Espanyol: 1928-1929
- Campionato messicano: 1

Atlante: 1946-1947
- Coppa del Messico: 1

Atlante: 1941-1942
- Supercoppa del Messico: 1

Atlante: 1942